# 蘇博蒂察斯巴達克足球會
蘇博蒂察斯巴達克足球會（羅馬化：FK Spartak Subotica）是塞爾維亞的一家足球俱樂部，位於蘇博蒂察。目前參加塞爾維亞足球超級聯賽的賽事。
俱乐部成立于1945年，以苏博蒂察游击队领导人约万·米基奇的绰号“斯巴达克”命名，他是反法西斯民族英雄，于1944年牺牲。

## 外部連結
- Official website （塞爾維亞文）
- Blue Marines fans
- Club profile and squad （页面存档备份，存于） at Srbijafudbal
- Club page （页面存档备份，存于） at Transfermarkt
- Serbian Prva Liga Profile （页面存档备份，存于） （塞爾維亞文）
- Spartak Stats （页面存档备份，存于） at Utakmica.rs